# Nationale 1 1966-1967 (pallavolo maschile)
La Nationale 1 francese di pallavolo maschile 1966-1967 si è svolta tra il 1966 ed il 1967: al torneo hanno partecipato 16 squadre di club francesi e la vittoria finale è andata per la quinta volta al Paris Volley.

## Regolamento
Il campionato si è svolto con una prima fase dove le squadre sono state divise in due gironi, affrontandosi in gare di andata e ritorno: al termine della prima fase, le prime due classificate dei due gironi hanno acceduto ad un girone per l'assegnazione dello scudetto, mentre le quattro squadre con meno punti sono state retrocesse in Nationale 2. Il girone per l'assegnazione dello scudetto, dove le squadre hanno conservato i risultati della prima fase, è stato strutturato in due tornei con la formula del girone all'italiana, disputato in casa delle due vincitrici dei gironi.

## Squadre partecipanti
| - Asnières - Cannes - RC de France - SC Colombes - Olympique Joinville - JSM Lilla - ASUL Lyon - Stade Marseillais | - US Métro - ASPTT Montpellier - Paris UC - Saint-Maur - Arago de Sète - Stade Français - RC Strasbourg - Tourcoing |

## Torneo

### Regular season

#### Classifica girone A
| Pos. | Squadra             | Pt | G  | V | P | SV | SP | Ratio | PF | PS | Ratio |
| ---- | ------------------- | -- | -- | - | - | -- | -- | ----- | -- | -- | ----- |
| 1.   | RC de France        | ?  | 14 | - | - | -  | -  | -     | -  | -  | -     |
| 2.   | Stade Français      | ?  | 14 | - | - | -  | -  | -     | -  | -  | -     |
| 3.   | RC Strasbourg       | ?  | 14 | - | - | -  | -  | -     | -  | -  | -     |
| ?    | Olympique Joinville | ?  | 14 | - | - | -  | -  | -     | -  | -  | -     |
| ?    | JSM Lilla           | ?  | 14 | - | - | -  | -  | -     | -  | -  | -     |
| ?    | Asnières            | ?  | 14 | - | - | -  | -  | -     | -  | -  | -     |
| ?    | SC Colombes         | ?  | 14 | - | - | -  | -  | -     | -  | -  | -     |
| ?    | Tourcoing           | ?  | 14 | - | - | -  | -  | -     | -  | -  | -     |

| Ammesse al girone scudetto | Retrocesse in Nationale 2 |

#### Classifica girone B
| Pos. | Squadra           | Pt | G  | V | P | SV | SP | Ratio | PF | PS | Ratio |
| ---- | ----------------- | -- | -- | - | - | -- | -- | ----- | -- | -- | ----- |
| 1.   | Paris UC          | ?  | 14 | - | - | -  | -  | -     | -  | -  | -     |
| 2.   | Arago de Sète     | ?  | 14 | - | - | -  | -  | -     | -  | -  | -     |
| 4.   | Saint-Maur        | ?  | 14 | - | - | -  | -  | -     | -  | -  | -     |
| ?    | Cannes            | ?  | 14 | - | - | -  | -  | -     | -  | -  | -     |
| ?    | ASUL Lyon         | ?  | 14 | - | - | -  | -  | -     | -  | -  | -     |
| ?    | ASPTT Montpellier | ?  | 14 | - | - | -  | -  | -     | -  | -  | -     |
| ?    | US Métro          | ?  | 14 | - | - | -  | -  | -     | -  | -  | -     |
| 8.   | Stade Marseillais | ?  | 14 | - | - | -  | -  | -     | -  | -  | -     |

| Ammesse al girone scudetto | Retrocessa in Nationale 2 |

### Girone scudetto

#### Risultati
| Torneo 1 |                       |     |                          |
|          |                       |     |                          |
| ?        | Club de France-Sète   | 3-0 | 15-7, 15-7, 15-13        |
| ?        | Parigi-Stade Français | 3-1 | 15-6, 16-14, 12-15, 15-1 |
| ?        | Stade Français-Sète   | 3-0 | 15-10, 15-13, 15-11      |
| ?        | Parigi-Club de France | 3-0 | 15-13, 15-8, 15-10       |

| Torneo 2 |                       |     |                                   |
|          |                       |     |                                   |
| ?        | Club de France-Sète   | 3-1 | 15-8, 11-15, 15-5, 15-6           |
| ?        | Stade Français-Parigi | 3-2 | 13-15, 14-16, 17-15, 15-3, 15-9   |
| ?        | Stade Français-Sète   | 3-1 | 15-13, 15-12, 13-15, 15-8         |
| ?        | Club de France-Parigi | 3-2 | 14-16, 10-15, 15-12, 15-11, 16-14 |

#### Classifica
| Pos. | Squadra        | Pt | G | V | P | SV | SP | Ratio | PF  | PS  | Ratio |
| ---- | -------------- | -- | - | - | - | -- | -- | ----- | --- | --- | ----- |
| 1.   | Paris UC       | 10 | 4 | 4 | 2 | 16 | 7  | 2.285 | 320 | 265 | 1.207 |
| 2.   | RC de France   | 10 | 4 | 4 | 2 | 13 | 9  | 1.444 | 291 | 263 | 1.106 |
| 3.   | Stade Français | 10 | 4 | 4 | 2 | 13 | 10 | 1.300 | 302 | 287 | 1.052 |
| 4.   | Arago de Sète  | 6  | 4 | 0 | 6 | 2  | 18 | 0.111 | 197 | 295 | 0.667 |

| Campione di Francia |

## Verdetti
- Paris UC Campione di Francia 1966-67 e qualificata alla Coppa dei Campioni 1967-68.
- Stade Marseillais,  Asnières,  SC Colombes,  Tourcoing retrocesse in Nationale 2 1967-68.